# Saída de Emergência (editora)
A Saída de Emergência é uma editora portuguesa, parte do grupo editorial Saída de Emergência. Criada em 2003 pelos irmãos António Vilaça Pacheco, publicitário, e Luís Corte Real, gestor, é uma das 10 maiores editoras portuguesas da atualidade, com mais de 600 livros em seu catálogo (2013) e especializada em fantasia, ficção científica e horror.